# Nolinfaing
 (décembre 2018).
Si vous disposez d'ouvrages ou d'articles de référence ou si vous connaissez des sites web de qualité traitant du thème abordé ici, merci de compléter l'article en donnant les références utiles à sa vérifiabilité et en les liant à la section « Notes et références ».
Nolinfaing (Nôlinfain) est un petit village de la commune de Neufchâteau en Belgique ne comptant que quatre rues.
Son principal attrait est un lavoir récemment restauré. L'intérêt majeur de ce petit édifice est dû à l'ensemble que forment le lavoir proprement dit, l'abreuvoir, et la source couverte qui alimente toute l'installation. Il fut utilisé jusqu'en 1970 environ (la distribution d'eau ne fut installée qu'après 1960).
Le village figure sur la Carte d'Arenberg de la Prévôté de Neufchâteau en 1609. Les maisons y entourent une place centrale. Graphie de 1609 : Nolifaing.
Onze familles y sont recensées en 1628.
Aux abords de Nolinfaing, un mausolée rappelle un cimetière militaire, aujourd'hui désaffecté, où furent inhumés les soldats, Français et Allemands, tombés lors des combats du 22 août 1914. Ce cimetière était dit du Haut-chemin. 228 Français, dont 6 officiers, et 49 Allemands, dont 8 officiers, y reposaient.
À l'issue des combats du 22 août, les habitants de Nolinfaing eurent à subir de graves sévices de la part de la soldatesque allemande[précision nécessaire].